# Albert Aalbers

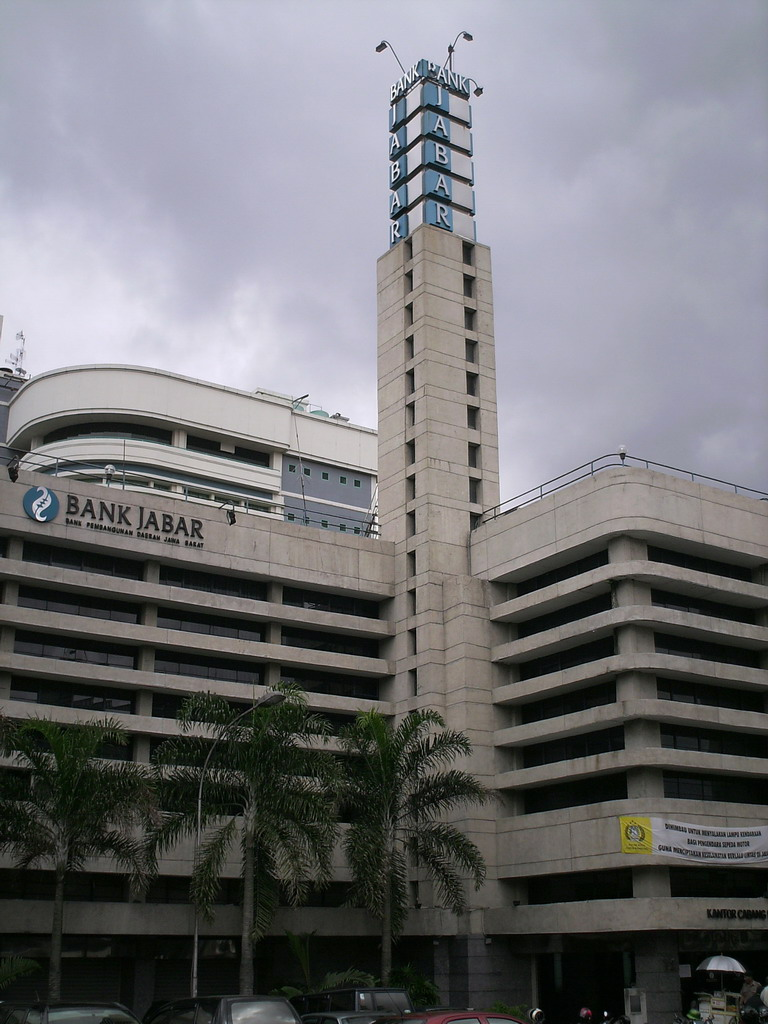
Het DENIS-bankgebouw uit 1936

Albert Frederik Aalbers (Rotterdam, 13 december 1897 – aldaar, 1961) was een Nederlands architect, die zowel in Nederland als in Nederlands-Indië werkzaam is geweest. 

## Biografie
Met name zijn Indische periode vanaf 1928 was zeer succesvol. Samen met Henri Maclaine Pont en C.P. Wolff Schoemaker (die zijn carrière bij zijn architectenbureau begon), behoorde hij tot de top-drie van de Nederlands-Indische bouwmeesters. Hij wist zijn moderne en elegante villa's, hotels, theaters en kantoorgebouwen in Bandoeng in de jaren na 1930 een eigentijdse uitstraling te geven. Als inventief technicus zocht hij onorthodoxe oplossingen voor bouwtechnische problemen en experimenteerde hij al vroeg met systeembouw. Enkele villa's zijn in Indonesische stijl ontworpen, andere in de geest van Frank Lloyd Wright. 
Zijn meest geroemde gebouwen in Bandoeng zijn de DENIS Bank uit 1936 en Hotel Savoy Homann uit 1940, geïnspireerd op de lijnen van oceaanstomers. De Indonesische overheid overweegt deze gebouwen (die al op de gemeentelijke monumentenlijst staan) op de Werelderfgoedlijst te laten plaatsen. Deze gebouwen zijn van buiten goed geconserveerd, intern aangepast en gemoderniseerd en hebben zelfs nog dezelfde functie.

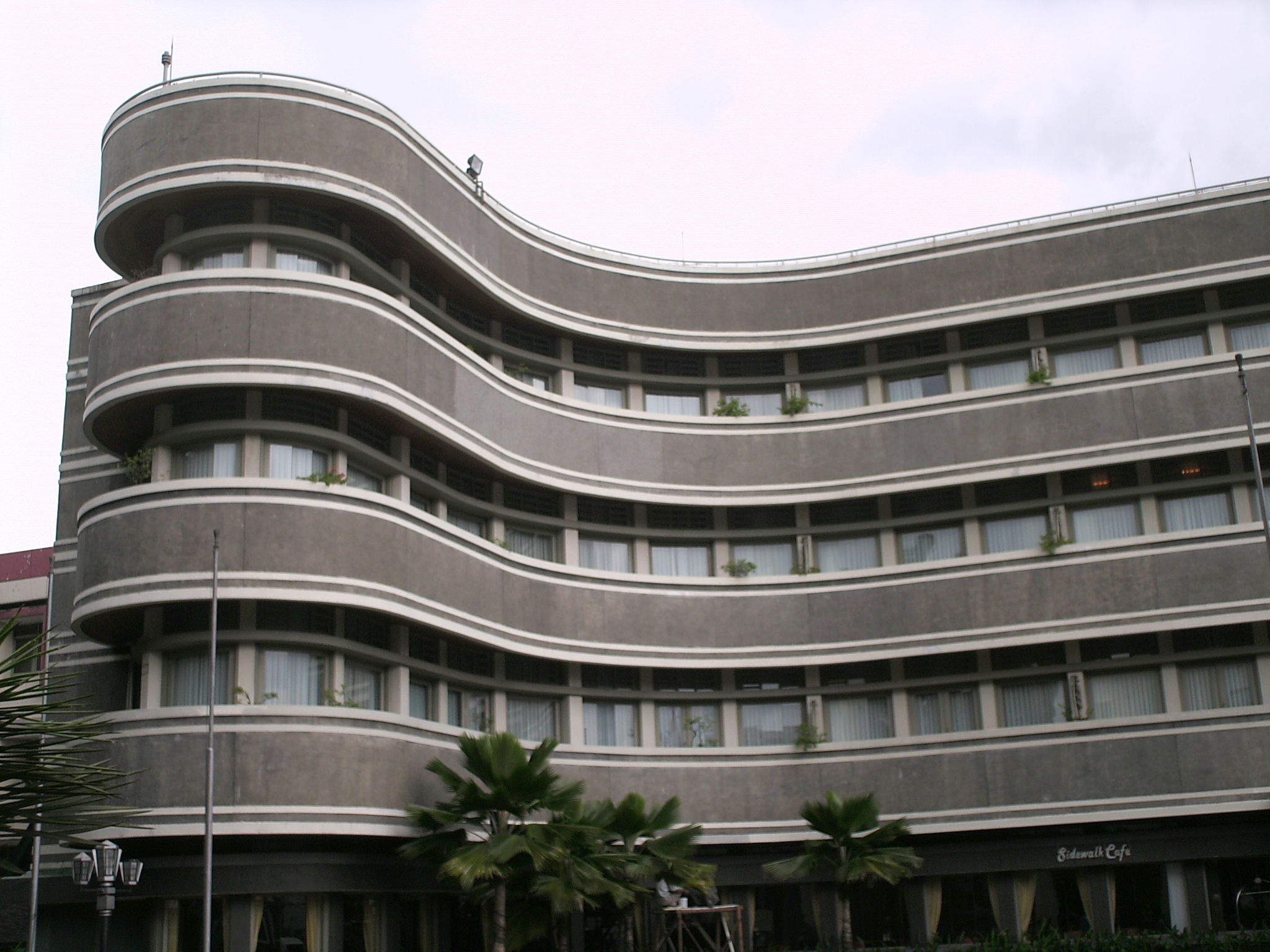
Hotel Savoy Homann

De Tweede Wereldoorlog maakte een einde aan Aalbers' succes als ontwerper. Na het einde van deze oorlog repatrieerde hij en leidde in Nederland een weinig succesvol bestaan als onbekend ontwerper. De tijd in het jappenkamp had zijn gezondheid gebroken, hij overleed op 63-jarige leeftijd.